# Rio Adaja
O rio Adaja é um rio de Espanha, afluente da margem esquerda do rio Douro onde desagua junto de Vilanueva de Duero localidade espanhola a cerca de 12 km de Tordesilhas. Nasce na serra de Ávila e corre ao longo de 180 km banhando a cidade de Ávila, a sua bacia hidrográfica abrange 5328 km².